# Jagodnik (priimek)
Jagodnik je priimek v Sloveniji, ki ga je po podatkih Statističnega urada Republike Slovenije na dan 1. januarja 2010 uporabljalo 123 oseb.

## Znani nosilci priimka
- Goran Jagodnik (*1974), košarkar
- Jože Jagodnik (*1949), novinar in politik